# Avenida Colón (Tucumán)
La Avenida Colón es una avenida de San Miguel de Tucumán, Tucumán, Argentina. Se extiende desde la intersección de las avenidas Mate de Luna y Ejército del Norte (popularmente conocida como Esquina de Floresta) hasta la calle William Blis en Manantial Sur. Lleva el nombre de Cristóbal Colón, quien fuera navegante, explorador y cartógrafo que descubrió América el 12 de octubre de 1492.

## Historia
La avenida fue creada con la expansión de la ciudad a finales del siglo XIX. Durante el siglo XX se asentaron los barrios Ciudadela, Floresta (al igual que el club homónimo) sobre la avenida, convirtiéndose en una arteria comercial también. En 2007 se realizaron trabajos de ensanche y pavimentación de la avenida, entre avenida Américo Vespucio y Circunvalación Oeste.
En 2015 se inauguró un puente sobre el Canal Sur, que permitió extender la avenida hacia el flamante barrio de Manantial Sur. En 2018 la infraestructura colapsó tras el paso de un camión. Para suplantarlo, se instaló un puente provisional, el cual no está habilitado para el tránsito vehicular, y actualmente se encara la construcción de un nuevo puente desde 2020.

## Sitios de Interés
A lo largo de esta avenida se desarrollan varios lugares de interés y emblemáticos:
- Club Sportivo Floresta
- Escuela Ciudadela
- Supermercado Vea
- Escuela Secundaria Barrio Sutiaga
- Unidad de Investigaciones Criminales y Delitos Complejos Manantial Sur